# Československá hokejová liga 1967/1968
25. ročník československé hokejové ligy 1967/68 se hrál pod názvem I. liga.

## Herní systém
10 účastníků hrálo v jedné skupině čtyřkolově systémem každý s každým. Poslední mužstvo sestoupilo.

## Pořadí
| Poř. | Tým                     | Zápasy | Výhry | Remízy | Porážky | Skóre   | Body |
| ---- | ----------------------- | ------ | ----- | ------ | ------- | ------- | ---- |
| 1.   | Dukla Jihlava           | 36     | 26    | 7      | 3       | 186:81  | 59   |
| 2.   | ZKL Brno                | 36     | 26    | 5      | 5       | 169:99  | 57   |
| 3.   | Sparta ČKD Praha        | 36     | 21    | 5      | 10      | 174:137 | 47   |
| 4.   | Slovan CHZJD Bratislava | 36     | 21    | 4      | 11      | 158:99  | 46   |
| 5.   | SONP Kladno             | 36     | 17    | 4      | 15      | 131:116 | 38   |
| 6.   | TJ Gottwaldov           | 36     | 13    | 3      | 20      | 114:153 | 29   |
| 7.   | CHZ Litvínov            | 36     | 10    | 6      | 20      | 121:197 | 26   |
| 8.   | Tesla Pardubice         | 36     | 9     | 7      | 20      | 118:134 | 25   |
| 9.   | VSŽ Košice              | 36     | 10    | 5      | 21      | 104:143 | 25   |
| 10.  | VTŽ Chomutov            | 36     | 3     | 2      | 31      | 91:207  | 8    |

## Nejlepší střelci
- Jan Havel (Sparta ČKD Praha) - 39 gólů [1]
- Václav Nedomanský (Slovan CHZJD Bratislava) - 34 gólů
- Jan Klapáč (Dukla Jihlava) - 29 gólů
- Josef Vimmer (SONP Kladno) - 27 gólů
- Jaroslav Holík (HC Dukla Jihlava) - 25 gólů
- Jan Suchý (Dukla Jihlava) - 24 gólů
- František Ševčík (ZKL Brno) - 23 gólů
- Josef Cvach (Sparta ČKD Praha) - 22 gólů
- Josef Černý (ZKL Brno) - 22 gólů
- Jan Hrbatý (Dukla Jihlava) - 21 gólů

## Soupisky mužstev

### ZKL Brno
Milan Magdalík (1/0/-),
Vladimír Nadrchal (32/2,68/92,3),
Jaromír Přecechtěl (7/2,14/88,8) –
Lubomír Hrstka (22/4/1/-),
Břetislav Kocourek (31/2/3/-),
Oldřich Machač (36/15/6/-),
Jaromír Meixner (36/15/6/-),
Rudolf Potsch (35/14/6/-) –
Josef Barta (33/9/6/-/-),
Josef Černý (35/22/13/-),
Richard Farda (35/12/11/-),
Jaroslav Jiřík (28/16/15/-),
Zdeněk Kepák (34/19/18/-),
Rudolf Scheuer (32/6/14/-),
Karel Skopal (33/6/9/-),
Ivan Stehlík (21/8/2/-),
František Ševčík (34/23/9/-),
Ivo Winkler (26/2/3/-) –
trenér František Vaněk

### TJ Gottwaldov
Pavel Sýkora (1/12,00/69,2/-),
Horst Valášek (28/3,95/88,9/-),
František Vyoral (15/4,88/86,6/-) -
Jaromír Hanačík (8/0/0/-),
Jiří Hedbávný (7/0/0/-),
Josef Jenáček (5/1/0/-),
Bohumil Kožela (15/1/0/-),
Zdeněk Landa (23/1/3/-),
Peter Pokorný (32/3/2/-),
Kamil Svojše (22/2/0/-),
Jaroslav Šíma (34/5/3/-),
Antonín Tomaník (14/1/1/-) -
Jiří Baumruk (9/0/1/-),
Petr Bavor (33/16/17/-),
Karel Heim (34/11/5/-),
Petr Kašťák (36/13/16/-),
Lubomír Koutný (21/6/3/-),
Josef Kožela (32/11/6/-),
Ladislav Maršík (33/9/4/-),
Jiří Poláček (29/8/4/-),
Stanislav Přikryl (24/2/4/-),
Karel Trtílek (36/8/5/-),
Petr Vašek (28/9/9/-),
Jiří Vodák (23/5/4/-)

### CHZ Litvínov
Antonín Kočí (32/4,25/-/-),
Vladimír Šrámek (1/3,00/-/-)
Jiří Trup (11/5,27/-/-) -
Miroslav Beránek (36/4/7/-),
Jiří Bubla (3/0/0/-),
František Dům (12/0/1/-),
Jaroslav Egermajer (36/2/5/-),
Jiří Machek (1/0/0/0),
Tibor Mekyňa (10/0/1/-),
Jaroslav Piskač (35/3/7/-),
Zdeněk Rippel (31/11/4/-),
Jan Vopat (10/1/0/-) -
Josef Beránek (33/8/11/-),
Ivan Hlinka (32/15/14/-),
Jaromír Hudec (26/6/6/-),
Ivan Kalina (21/4/2/-),
Vladimír Machulda (34/20/6/-),
Jaroslav Nedvěd (35/18/9/-),
Jiří Perk (4/0/2/-),
Jaroslav Pokorný (9/0/-/-),
Karel Ruml (29/5/4/-),
Josef Ulrych (31/12/3/-),
Antonín Waldhauser (4/1/0/-),
Petr Zelenka (10/3/1/-),
Zdeněk Zíma (34/7/7/-)

## Kvalifikace o 1. ligu
| Poř. | Tým                        | Zápasy | Výhry | Remízy | Porážky | Skóre | Body |
| ---- | -------------------------- | ------ | ----- | ------ | ------- | ----- | ---- |
| 1.   | TJ Motor České Budějovice  | 6      | 5     | 0      | 1       | 20:11 | 10   |
| 2.   | TJ VŽKG Ostrava            | 6      | 4     | 0      | 2       | 28:11 | 8    |
| 3.   | Dukla Trenčín              | 6      | 1     | 1      | 4       | 15:28 | 3    |
| 4.   | Spartak ZVÚ Hradec Králové | 6      | 1     | 1      | 4       | 9:22  | 3    |

## Zajímavosti
- 14. října 1967 byla zápasem Dukla Jihlava - SONP Kladno 9:1 otevřena hala v Jihlavě, čímž skončila doba otevřených hřišť.[2]
- Na žádost IIHF byly zápasy poprvé řízeny třemi rozhodčími (systém se prozatím neujal, od ročníku 1969/70 došlo k návratu k řízení dvěma rozhodčími).[3]

## Rozhodčí

### Hlavní
- Jiří Adam
- Quido Adamec
- Karel Svoboda
- Rudolf Baťa
- Michal Bucala
- Richard Hajný

### Hlavní i čároví
- Oldřich Bartík
- Otto Czerný
- Viktor Hollý
- Ján Liška
- Jan Pažout
- Aleš Pražák
- František Planka
- Rudolf Prejza
- Milan Vidlák

### Čároví
- Ladislav Bartoš
- Ervín Beneš
- Miroslav Gröger
- Vladislav Karas
- Josef Kropáček
- Oldřich Kuma
- Ján Macho
- Ivan Marko
- Dušan Navrátil
- Vladislav Pechan
- Miloslav Pešek
- Miloš Pláteník
- Vojtěch Pochop
- Zdeněk Rohs
- Vilém Turek
- Jan Špalek
- Milan Vavrík
- Jaroslav Vojpich